# Wake Me Up (singel Twice)
Wake Me Up – trzeci japoński singel południowokoreańskiego zespołu Twice, wydany w Japonii 16 maja 2018 roku przez Warner Music Japan. Został wydany w czterech edycjach: regularnej CD, dwóch limitowanych oraz „ONCE JAPAN”. Osiągnął 1 pozycję w rankingu Oricon i pozostał na liście przez 66 tygodni. Singel zdobył status podwójnej platynowej płyty.

## Lista utworów
| CD | CD                             | CD                         | CD                                                   | CD              | CD      |
| Nr | Tytuł utworu                   | Tekst                      | Kompozycja                                           | Aranżacja       | Długość |
| -- | ------------------------------ | -------------------------- | ---------------------------------------------------- | --------------- | ------- |
| 1. | „Wake Me Up”                   | Natsumi Watanabe           | Atsushi Shimada, Louise Frick Sveen, Albin Nordqvist | Atsushi Shimada | 3:31    |
| 2. | „Pink Lemonade”                | Lauren Kaori, Yu-ki Kokubo | Lauren Kaori, Kohei Yokono                           | Kohei Yokono    | 3:40    |
| 3. | „Wake Me Up” (Instrumental)    |                            | Atsushi Shimada, Louise Frick Sveen, Albin Nordqvist | Atsushi Shimada | 3:31    |
| 4. | „Pink Lemonade” (Instrumental) |                            | Lauren Kaori, Kohei Yokono                           | Kohei Yokono    | 3:40    |

| DVD (wer. limitowana A) | DVD (wer. limitowana A)                 | DVD (wer. limitowana A) |
| Nr                      | Tytuł utworu                            | Długość                 |
| ----------------------- | --------------------------------------- | ----------------------- |
| 1.                      | „Wake Me Up” (Music Video)              |                         |
| 2.                      | „Wake Me Up” (Music Video Making Movie) |                         |

| DVD (wer. limitowana B) | DVD (wer. limitowana B)                     | DVD (wer. limitowana B) |
| Nr                      | Tytuł utworu                                | Długość                 |
| ----------------------- | ------------------------------------------- | ----------------------- |
| 1.                      | „BRAND NEW GIRL” (Music Video)              |                         |
| 2.                      | „BRAND NEW GIRL” (Music Video Making Movie) |                         |
| 3.                      | „Jacket Shooting Making Movie”              |                         |

## Notowania
| Lista                             | Pozycja |
| --------------------------------- | ------- |
| Oricon Weekly Singles Chart       | 1       |
| Oricon Yearly Singles Chart       | 19      |
| Billboard Japan Hot 100           | 1       |
| Billboard Japan Top Singles Sales | 1       |

## Sprzedaż
| Dane wg         | Sprzedaż |
| --------------- | -------- |
| Oricon          | 363 524+ |
| Billboard Japan | 383 909+ |